# Pantai Hurip
Pantai Hurip is een bestuurslaag in het regentschap Bekasi van de provincie West-Java, Indonesië. Pantai Hurip telt 4214 inwoners (volkstelling 2010).